# 方特站
方特站（建设时工程名为演马庄西站、演马站）是济南轨道交通1号线的地铁车站，是其北端终点站，位于中华人民共和国山东省济南市槐荫区兴福街道齐鲁大道与聊城路、青岛路交口之间地下，2019年4月1日投入运营。

## 命名
建设时本站工程名为“演马庄西站”，2018年5月18日，济南轨道交通集团报经市委、市政府批准，确定将本站命名为“演马站”，2019年1月1日1号线试运行时，更名为“方特站”。

## 车站构造
车站南北向布置，结构形式为地下两层11m单柱双跨岛式车站，总长359.6m，标准段总宽19.7m，总建筑面积18796㎡。
地下负一层为售票区、乘客通道，负二层则为地铁通行的轨道，乘客在此上下车。

## 事故
2020年11月19日7时50分，某列车于该站发生挤岔脱轨事件。经了解事件是由于列车切除ATP后，在方特站站前渡线作业时，司机未确认进路道岔位置正确，造成列车挤岔后脱轨。
10时44分，济南地铁官方发布公告，并于13时50分恢复运营。事发后有网友开始质疑济南地铁等信息上报不及时、突发事件响应不及时、应急联动机制及现场处置经验不足、岗位员工业务技能不熟练、应急演练质量不高、监测引导缺乏重视等问题。
该事故亦造成道岔与列车转向架损坏，方特站与济南西站中断运营约6小时，部分旅客未能赶上济南西站的火车。

## 出入口
| 編號         | 指示                                |
| ------------ | ----------------------------------- |
| 出口 · A     | 齐鲁大道与青岛路交叉口往北150米路西 |
| （暂未开放） | 齐鲁大道西侧车站北侧                |
| 出口 · C     | 齐鲁大道东侧车站北侧                |
| 出口 · D     | 齐鲁大道东侧车站南侧靠近路口        |

### 临近地点
- 饮马小学
- 恒大雅苑东区

虽然本站名为“方特站”，但济南方特东方神话并不在附近，游客需要在C出口换乘免费摆渡车才能到达园区。